# Aszparagin
Az aszparagin (rövidítése Asn vagy N) α-aminosav, egyike a fehérjéket felépítő húsz aminosavnak. Genetikai kódja AAU vagy AAC.
A többi biológiailag aktív aminosavhoz hasonlóan az α-szénatomhoz kapcsolódik egy karboxil- és egy aminocsoport, amelyek fiziológiás körülmények között ionos állapotban vannak. Oldallánca egy rövid karboxamidcsoport, amely a szervezet pH-ján nem ionos, de erősen poláros és hajlamos hidrogénkötések kialakítására. Hasonló szerkezetű, de egy szénatommal hosszabb oldalláncú molekula a glutamin. Az aszparagin nem esszenciális aminosav, vagyis az emberi szervezet képes előállítani. 
Az aszparagin a redukáló cukormolekulákkal magas hőmérsékleten akrilamidot képez. A gyakorlatban ez azt jelenti, hogy a 120 °C fölött sütött szalmaburgonya, burgonyaszirom vagy pirítós kis mennyiségben rákkeltő akrilamidot tartalmazhat.

## Felfedezése

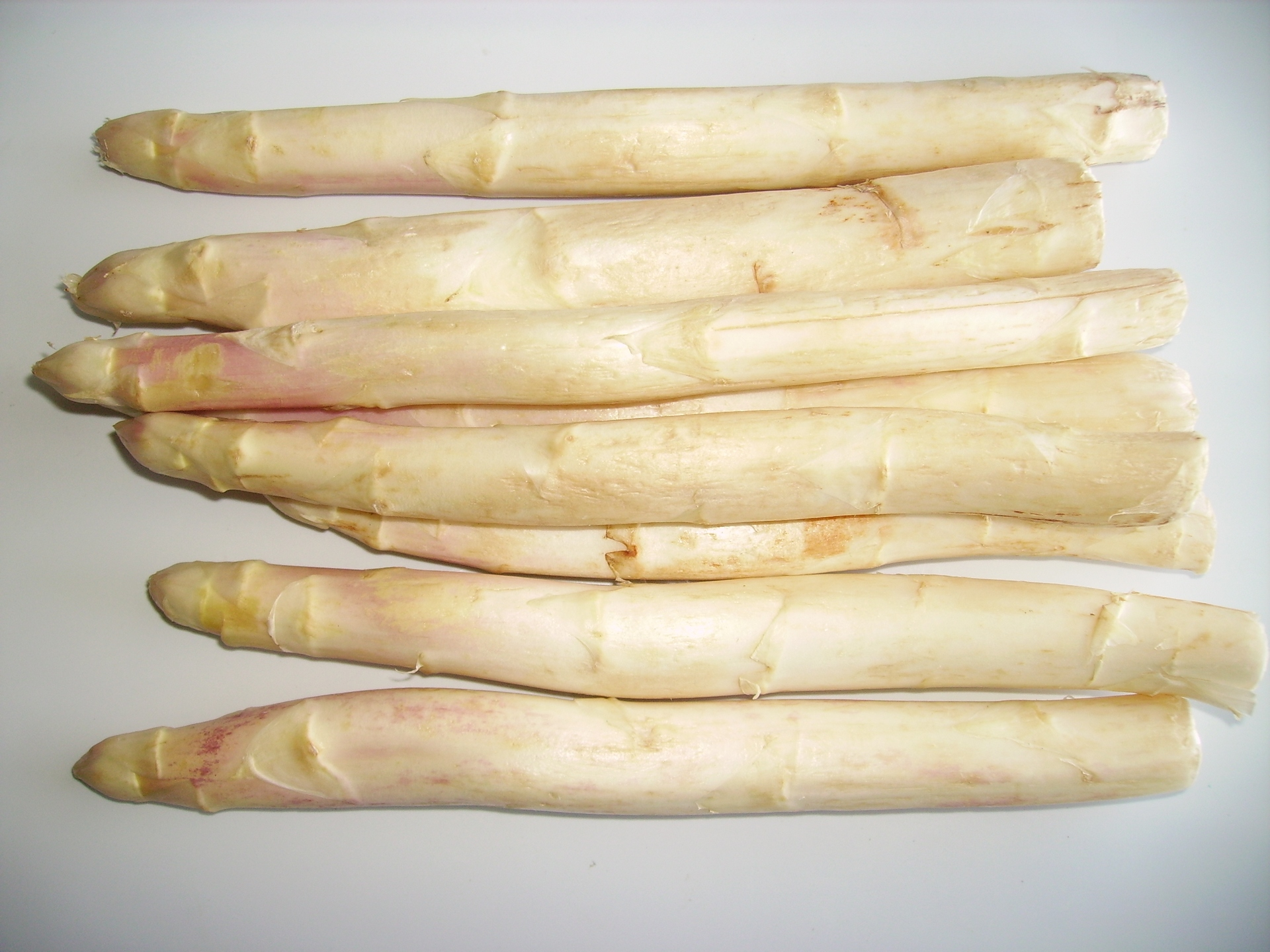
Spárga

Az aszparagint először a francia Louis Nicolas Vauquelin és Pierre Jean Robiquet kristályosította ki a spárga levéből 1806-ban. Innen kapta az anyag a nevét is (Asparagus = spárga). Az aszparagin volt az első izolált aminosav. Három évvel később Robiquet az édesgyökérben talált nagyon hasonló vegyületet, amelyről Auguste-Arthur Plisson 1828-ban bebizonyította, hogy azonos az aszparaginnal.
A szervezet képes előállítani de jelentősebb mennyiségben megtalálható a tejtermékekben, a húsban, a tojásban; a növények között a spárgában, burgonyában, hüvelyesekben, dióban, szójában és a teljes kiőrlésű gabonalisztben.

## Biokémiai jelentősége
Az aszparagin oldallánca képes hidrogénkötést kialakítani a polipeptidek főláncával (gerincével), ezért a fehérjék másodlagos szerkezetében az alfa-hélixek és a béta-síkok végén visszaforduló hurokként (ún. asx-motívum) a struktúrák lezárásában játszik szerepet. 
Az aszparaginoldallánc aminocsoportja a fehérjék glikozilálásának (poliszacharidlánccal való összekötésének) egyik színhelye. A glikozilációs pontok jellemzően olyan aszparaginok, amelynek C-oldali szomszédjai szerin vagy treonin.

### Bioszintézise
Az aszparagin a sejtekben oxálecetsavból képződik, amire a transzamináz enzim egy glutaminsavmolekuláról átviszi az aminocsoportot és ezáltal aszparaginsav (és α-ketoglutársav) keletkezik. Ezután az aszparagin-szintetáz enzim ATP felhasználásával egy glutaminról helyez át egy aminocsoportot az aszparaginsavra, és a reakció eredményeképpen glutaminsav és aszparagin jön létre. 

Az aszparagin bioszintézise

## Lebontása
Lebontása a szintézis fordítottjaként történik. Először az aszparagináz enzim eltávolítja róla az oldallánc aminocsoportját és aszparaginsav keletkezik. A következő lépésben másik aminocsoportja egy α-ketoglutársavra kerül át, és oxálecetsav és glutamin keletkezik. Az oxálecetsav számos más folyamatba (például a citrát-ciklusba) bekerülhet.

## Fordítás
- Ez a szócikk részben vagy egészben  az   Asparagine című angol Wikipédia-szócikk ezen változatának fordításán alapul.  Az eredeti cikk szerkesztőit annak laptörténete sorolja fel. Ez a jelzés csupán a megfogalmazás eredetét és a szerzői jogokat jelzi, nem szolgál a cikkben szereplő információk forrásmegjelöléseként.